# Kees Kraayenoord
Cornelis Arie (Kees) Kraayenoord (Katwijk aan Zee, 11 maart 1972) is een Nederlandse voorganger, zanger en muzikant van christelijke aanbiddingsliederen.

## Biografie
Kraayenoord werd geboren in een christelijk gezin in Katwijk aan Zee. Aanvankelijk was hij actief als muzikaal leider van de aanbiddingsband in zijn kerk. Hij doorliep de mavo op de Beste Vaer Mavo van het Andreas College te Katwijk. Via een cursus "worship leading" die hij volgde bij een opleidingscentrum van Jeugd met een Opdracht kwam Kraayenoord in contact met producenten van cd's met opwekkingsliederen. Kraayenoord werd betrokken als zanger, en werkte vervolgens enkele jaren mee aan de jaarlijkse pinksterconferentie van Stichting Opwekking, en aan de verschillende cd's die de stichting uitgaf. Met zijn vrouw Nicole besloot Kraayenoord niet lang daarna om theologie te gaan studeren aan de Azusa theologische hogeschool. Na zijn afstuderen kwam hij achtereenvolgens terecht in de praiseband van EO-Ronduit, de jongerenband van de Evangelische Omroep, en in de band van christelijk zanger en componist Ralph van Manen.
Kraayenoord is nog enige jaren werkzaam geweest als docent godsdienst op het Visser 't Hooft Lyceum te Rijnsburg. Daarna was hij enkele jaren hoofd muziek en aanbidding in de Meerkerk te Hoofddorp.

### Solocarrière
De solocarrière van Kraayenoord kreeg vaste vorm na de opname van het livealbum This is my cry op het Flevo Festival in 2003. Dit album werd een onverwacht groot succes en vanaf dat moment houdt Kraayenoord zich voornamelijk bezig met het uitbrengen van albums en optredens op concerttours en verschillende festivals. Zo stond hij onder meer op het Flevo Festival, de EO-Jongerendag en trad hij als eerste Nederlander ooit op bij de uitreiking van de Dove Awards (GMA), het belangrijkste evenement in Amerika met prijzen voor christelijke muziek. Naar aanleiding hiervan werd Kraayenoord in het televisieprogramma De Wereld Draait Door van 27 maart 2006 uitgenodigd.
Met het album Jezus, leven van mijn leven (2006) probeerde Kraayenoord een brug te slaan tussen de traditionele gezangen en moderne muziek, door oude psalmen en gezangen in een modern jasje te gieten. Na het succes van dit album volgde God met ons (2007), een kerstalbum in dezelfde stijl en Het is volbracht (2010), waarop de paasboodschap centraal staat.
Kraayenoord werkte samen met diverse bekende Nederlanders en buitenlandse artiesten. Op het album God met ons (2007) speelt Kardinaal Simonis op het orgel en draagt hij een Bijbeltekst voor. Op de EO-Jongerendag in mei 2007 speelde Kraayenoord samen met ChristenUnie-politicus André Rouvoet. Al eerder namen zij samen een clip op van Tim Hughes' Here I Am To Worship.
Voor de cd Letting go (2008) schreef Kraayenoord het nummer Heaven's King samen met Noel Richards, een Engelse aanbiddingsleider die verantwoordelijk was voor het grote evenement Calling All Nations "Day of worship" in het Olympisch stadion in Berlijn. Daarna volgen diverse schrijfsessies met onder andere Graham Kendrick en Tim Hughes (met wie hij in Nederland toerde in 2008).

### Voorganger
In 2013 besloot Kraayenoord bekend minder te gaan optreden om zich te kunnen concentreren op zijn werk als voorganger van Mozaiek0318, een evangelische gemeente in Veenendaal waarvan hij in 2012 medeoprichter was. Deze kerk kwam in 2014 in het nieuws toen zij de eerste drive-in dienst in Nederland organiseerde. Na de Mozaiek-gemeente in Veenendaal zijn er meerdere Mozaiekgemeenten ontstaan, onder andere in Nijkerk en Apeldoorn.
Kraayenoord is ambassadeur van de ontwikkelingshulporganisatie World Vision.

## Discografie

### Albums
1. 2003: This is my cry
2. 2005: Broken
3. 2006: Remixed
4. 2006: Jezus, leven van mijn leven
5. 2007: God met ons (kerst-cd)
6. 2008: Letting Go
7. 2010: Het is volbracht
8. 2011: Waarom Kerst
9. 2011: Speak the words
10. 2012: Running into love
11. 2014: Uw liefde tegemoet
12. 2016: Feest Van Genade
13. 2016: Houd Vol
14. 2018: This Little Light
15. 2019: Jezus Overwinnaar
16. 2023: Nieuw Leven

### Singles
1. 2007: God of the moon and stars
2. 2008: Mijn hart verlangt naar U
3. 2009: De liefde wint

### Dvd's
1. 2006: Broken live on stage